# XXVII Premis Turia
Els XXVII Premis Turia foren concedits el 7 de juliol de 2018 per la revista valenciana Cartelera Turia amb la intenció de guardonar les persones i col·lectius que haguessen destacat l'any anterior en qualsevol de les categories i seccions que cobria la revista: cinema (pel·lícula espanyola i estrangera, actor i actriu), teatre, arts plàstiques, literatura, gastronomia, mitjans de comunicació, esports, música i literatura. La llista de guanyadors era escollida per l'equip de redactors i col·laboradors de la revista. Compta amb la col·laboració de l'Institut Municipal de Cultura i Joventut de Burjassot, Caixa Popular, la Universitat de València i la conselleria de Turisme de la Generalitat Valenciana.
L'entrega es va dur a terme al Teatre Rialto de València i fou presentada per Arturo Blay i Maria Minaya, amb l'actuació de Xavi Castillo i el grup musical Decanter.
El premi consisteix en una estàtua que imitava la que sortia a la mítica pel·lícula El falcó maltès (1950) de John Huston.

## Guardons
Els guanyadors de l'edició foren: 
| Categoria                                         | Premiat                             | Labor premiada |
| ------------------------------------------------- | ----------------------------------- | --- |
| Millor Pel·lícula Espanyola                       | Life and Nothing More               | Antonio Méndez Esparza |
| Millor Pel·lícula Estrangera                      | Sieranevada                         | Cristi Puiu |
| Millor Opera Prima                                | Júlia ist                           | Elena Martín i Gimeno |
| Millor Actor Revelació                            | Santiago Alverú                     | Selfie |
| Millor Actriu Revelació                           | Sandra Escacena                     | Verónica |
| Premi Especial Cinema                             | Verónica                            | Paco Plaza |
| Premi Especial Cinema                             | Selfie                              | Víctor García León |
| Millor llargmetratge documental                   | Muchos hijos, un mono y un castillo | Gustavo Salmerón |
| Premi Especial Cinema                             | Jorge Sanz                          | 40 anys a la professió |
| Millor curtmetratge valencià                      | Invisible de Paola Tejera manchón   | |
| Premi especial periodisme                         | Javier Valenzuela                   | |
| Millor contribució teatral                        | Tic-Tac                             | Institut Valencià de Cultura dirigit per Carles Alberola, Pasqual Alapont i Rodolf Sirera                                                                                    |
| Millor contribució a la defensa dels drets humans | Francisco Javier de Lucas Martín    | Fundador de l'Institut dels Drets Humans de la Universitat de València |
| Millor contribució al còmic                       | Álvaro Pons                         | La cárcel de papel. Diario de un lector de tebeos. 2002-2016 |
| Millor contribució literària                      | Susana Fortes                       | Septiembre puede esperar |
| Millor contribució literària                      | Alfons Cervera                      | La noche en que los Beatles llegaron a Barcelona |
| Millor contribució mitjans de comunicació         | Raquel Ejerique (eldiario.es)       | Investigadora del Cas Cifuentes |
| Millor contribució cívica                         | Comitè d'informatius d'RTVE         | per la seva protesta per casos de manipulació i censura visibilitzada en els 'Divendres negres', en què la majoria de presentadores i presentadors apareixen vestits de dol. |
| Premi Especial Turia                              | Romà Gubern                         | |
| Premi Especial Turia                              | Fernando González Delgado           | |
| Premi Huevo de Colón                              | Zapeando (La Sexta)                 | |